# Пушкар Андрій Анатолійович
Андрі́й Анато́лійович Пушка́р (6 серпня 1985, м. Кременець Тернопільської області, Україна — 14 листопада 2018) — український спортсмен-рукоборець, тренер, заслужений майстер спорту України (2006), багаторазовий чемпіон України, Європи та світу.

## Життєпис
Випускник Кременецького обласного гуманітарно-педагогічного інституту імені Тараса Шевченка (тепер академія), факультету обліку і аудиту Тернопільського національного економічного університету. З 2005 року — тренер із рукоборства кафедри фізкультури і спорту Тернопільського національного економічного університету.
|  | — Мені добре в Україні. В мене тут багато друзів, я живу тут. Не знаю, напевне, я патріот. Однак жити я хочу лише в цій країні. |

## Спортивна кар'єра
В 11 років, переглянувши фільм «Командо» з Арнольдом Шварценеггером, вирішив, що стане спортсменом.
Перші змагання, в яких узяв участь — «Козацькі забави» в Кременці; тоді підняв колоду вагою 70 кг 52 рази. Пізніше були перемоги в гирьовому спорті, паверліфтингу.
У харчуванні дотримувався принципів: високобілкова їжа, менше тваринних жирів, більше рослинної їжі.
Загинув 14 листопада 2018 року в аварії поблизу міста Радивилова.

## Перемоги
Всього Андрій Пушкар 15 разів був чемпіоном світу, 16 разів — чемпіоном Європи, 7 разів вигравав кубок світу серед професіоналів… В Україні завоював близько 200 медалей на різних турнірах, а з усього світу — з понад 30 країн.
2013 року програв Майклові Тоду та прагнув реваншу.
- переможець Чемпіонату світу (2003) — перша перемога такого рівня[3];
- переможець турнірів серії А-1 «Russian open» (2014, Москва, тут переміг свого принципового суперника Дениса Ципленкова,[6] уродженця Кривого Рогу [7] та 2015, Владикавказ (переміг у фіналі на ліву руку Фаріда Османлі з Туреччини, на праву — Джона Брзенка зі США)[8]);
- переможець XI Всеросійського турніру пам'яті Віталія Сорокіна (2014, Лотошино): в індивідуальному турнірі в поєдинку на ліву руку здолав росіянина Іміра Абешерінова, на праву — Олексія Семеренка з Кривого Рогу, в абсолютній першості — Фаріда Османлі з Туреччини[9];
- переможець ХХІІ Чемпіонату України з армспорту (2015, Харків)[10];
- переможець XV міжнародного турніру з армрестлінгу «Золотий тур» (2015, Румія, Польща)[11][12];
- переможець чемпіонату світу в надважкій вазі (2016, Лас-Вегас, США; переміг Дмитра Трубіна з Казахстану)[13]
- переможець Кубку світу з армспорту серед професіоналів «Золотий тур-2016» (Рум, Польща)[14]

## Відзнаки
- Лауреат номінації «Разом з олімпійцями» конкурсу «Герої спортивного року Тернопільщини — 2015»[15]
- Відзнака Президента України — ювілейна медаль «25 років незалежності України» (2016).[16]

## Смерть
14 листопада 2018 року загинув на Рівненщині в автомобільній аварії. За попередньою інформацією поліції, водій автівки «Citroen» не впорався з керуванням і виїхав на зустрічну смугу, де зіткнувся з вантажівкою.
У салоні автомобіля, окрім Андрія Пушкаря, був також титулований рукоборець Олег Жох та батько Олега.